# Sáo khoang châu Á
Sáo khoang châu Á (danh pháp hai phần: Gracupica contra) là một loài chim trong họ Sturnidae.
Loài chim này tìm thấy trong Tiểu lục địa Ấn Độ và Đông Nam Á. Chúng thường bay thành các nhóm nhỏ chủ yếu vào các vùng đồng bằng và chân đồi thấp. Chúng thường được thấy trong các thành phố và làng mạc mặc dù chúng không phải là táo bạo như loài sáo thông thường. Một số biến thể bộ lông nhỏ tồn tại trong dân số và khoảng năm phân loài được định danh. Đây là loài ăn tạp. Chế độ ăn của chúng trong tự nhiên bao gồm nhiều loại quả và hạt cây, côn trùng và cả một số loài động vật có xương sống nhỏ. Chúng cũng nổi tiếng là có khả năng bắt chước tiếng của nhiều loài vật khác, thậm chí là nhại tiếng người.

## Miêu tả
Loài chim này có màu lông đen và trắng và có mỏ hơi vàng với một chân mỏ màu đỏ. Da trần xung quanh mắt là đỏ. Phần trên cơ thể, cổ họng và ngực có màu đen trong khi má, vùng trước mắt, lông cánh và đuôi màu trắng. Chim trống và chim mái có bộ lông tương tự, nhưng chim non có màu nâu đậm ở vị trí màu đen.
Chúng bay chậm và đôi cánh tròn như cánh bướm.
Các cá thể bạch tạng cũng đã được ghi nhận

## Môi trường sống và phân bố
Loài này được tìm thấy chủ yếu ở các vùng đồng bằng, nhưng ở dưới chân núi lên đến khoảng 700m trên mực nước biển. Chúng được tìm thấy chủ yếu ở các khu vực có nước mở. Vùng hân bố chính của chúng ở Ấn Độ là ở vùng đồng bằng sông Hằng nhưng mở rộng về phía nam đến sông Krishna. Phạm vi của chúng đang gia tăng, với các quần thể thiết lập gần đây ở Pakistan) Rajkot và Bombay (tù năm 1953) có lẽ do chim nhốt lồng nuôi bị thoát ra. Việc chúng lan rộng ở các khu vực có nước ở Ấn Độ, đặc biệt trong các khu vực Rajasthan đã được hỗ trợ bởi những thay đổi trong mô hình thủy lợi và nông nghiệp, và lan vào Sumatra đã được hỗ trợ bởi nạn phá rừng. Loài này cũng thiết lập ở Dubai, UAE.

## Hành vi
Loài chim này có khả năng bắt chước tiếng nhiều loài chim khác, thậm chí cả tiếng con người nếu được huấn luyện. Mùa sinh sản của chúng thường kéo dài từ tháng 3 cho tới tháng 9 hàng năm. Tổ của loài chim này được làm khá đơn giản với rơm rác và lá cây, tạo hình thành một mái vòm với một lối vào bên cạnh và thường được lót ở trên những cây lớn như là cây đa, xoài, mít..., đôi khi chúng cũng làm tổ cả ở những công trình xây dựng của con người. Thường sẽ có một số cặp chim cùng làm tổ trong một khu vực lân cận.
Mỗi lứa chim mẹ thường đẻ từ 4-6 quả trứng, trứng có màu xanh bóng. Thời gian trứng nở trong khoảng 14-15 ngày. Chim non yếu và được chăm sóc bảo vệ hoàn toàn trong 2 tuần đầu tiên. Cả chim bố và chim mẹ cùng nuôi con cho đến khi chúng đạt khoảng 3 tuần tuổi. Mỗi mùa sinh sản cặp chim bố mẹ có thể sinh hơn một lứa, tùy thuộc vào điều kiện môi trường và thức ăn thuận lợi.
Một ví dụ ăn thịt liên loài, khi một con sáo đá xanh trưởng thành ăn thịt một con sáo khoang châu Á non đã được ghi nhận.
Khả năng bắt chước tiếng nó của con người làm cho loài sáo này là loài chim nuôi phổ biến. Người Nagas Sema không ăn là con chim này vì họ tin rằng nó là sự tái sinh của một con người
Đây là loài chim có lợi cho con người vì chúng ăn côn trùng gây hại.